# World Karate Federation
Всесвітня федерація карате (англ. World Karate Federation, WKF) — міжнародна спортивна організація, що є офіційним керівним органом карате у світі, визнаним Міжнародним олімпійським комітетом (МОК). Об'єднує національні федерації з понад 190 країн. Організовує найбільші офіційні змагання з карате, зокрема чемпіонати світу та континентальні першості.

## Історія
Організація була заснована у 1990 році на базі Європейського союзу карате (EKU) та Міжнародної ради аматорського карате (IKU). Основною метою створення WKF було об'єднання різних стилів карате під єдиною міжнародною структурою та забезпечення олімпійського майбутнього цього виду спорту.
У 1999 році WKF отримала офіційне визнання МОК, а у 2016 році карате було включене до програми Олімпійських ігор 2020 року в Токіо.

## Структура
Штаб-квартира WKF розташована в Мадриді, Іспанія. Організація має Генеральну асамблею, Виконавчий комітет та Президента. З 1998 року президентом WKF є Антоніо Еспіноз (Іспанія).
WKF включає такі континентальні федерації:
- Європейська федерація карате (EKF)
- Панамериканська федерація карате (PKF)
- Азійська федерація карате (AKF)
- Африканська федерація карате (UFAK)
- Федерація карате Океанії (OKF)

## Змагання
WKF організовує низку змагань:
- Чемпіонат світу з карате — головна подія, що проводиться раз на два роки.
- Karate 1 Premier League — міжнародна ліга елітного рівня.
- Karate 1 Series A та Youth League — турніри для молоді та майбутніх чемпіонів.
- Континентальні чемпіонати — під егідою відповідних федерацій.

## Стиль і правила
WKF визнає основні традиційні стилі карате: Шотокан, Годзю-рю, Шито-рю та Вадо-рю, однак змагання проводяться за уніфікованими правилами:
- Куміте — поєдинкове карате з оцінюванням ударів і технік.
- Ката — демонстрація форм (послідовностей технік).

## Олімпійський статус
Карате дебютувало на Олімпійських іграх у Токіо 2020. Незважаючи на те, що цей вид спорту не включено до програми Ігор 2024 в Парижі, WKF продовжує працювати над поверненням карате до програми майбутніх Олімпійських ігор.